# Matrimonio igualitario en Nayarit
El matrimonio entre personas del mismo sexo es legal en Nayarit desde el 23 de diciembre de 2015. El 17 de diciembre, el Congreso estatal aprobó un proyecto de ley para la legalización de los matrimonios entre personas del mismo sexo en una votación de 26 contra 1 y 1 abstención. La ley se publicó en el diario oficial del estado el 22 de diciembre y entró en vigor al día siguiente. Nayarit fue el cuarto estado mexicano en legalizar el matrimonio entre personas del mismo sexo después de Quintana Roo, Coahuila y Chihuahua.

## Historia jurídica

### Antecedentes
En julio de 2014, a una pareja masculina se le permitió celebrar la primera boda entre personas del mismo sexo en Nayarit después de que un juez federal dictaminara que la prohibición estatal del matrimonio entre personas del mismo sexo era inconstitucional. La pareja se casó en Tepic, la capital del estado. También ese mismo mes, cuatro parejas de lesbianas presentaron un recurso de amparo contra funcionarios del registro civil en Tepic luego de que sus solicitudes de licencias de matrimonio fueron rechazadas. El 31 de octubre de 2014, el grupo LGBT Asociación Civil de CODISE anunció que nueve parejas estaban esperando decisiones sobre amparos en los tribunales. El 3 de noviembre de 2014 se casó una pareja de lesbianas en Tepic (el segundo matrimonio entre personas del mismo sexo en el estado), y el 13 de noviembre se celebró el tercer matrimonio entre personas del mismo sexo en el estado para una pareja de lesbianas, a quienes se les había concedido un amparo para casarse. el 22 de octubre.
El cuarto matrimonio entre personas del mismo sexo en Nayarit se llevó a cabo en la segunda semana de diciembre de 2014, convirtiéndose en la tercera unión lésbica en el estado. El 27 de enero de 2015 se produjo en Tepic el quinto matrimonio homosexual entre dos mujeres. Fue el primer matrimonio en el que el amparo fue aprobado por las autoridades locales y no por los tribunales de distrito federal.

### Acción legislativa
El 13 de marzo de 2015, activistas presentaron al Congreso de Nayarit una propuesta para legalizar el matrimonio entre personas del mismo sexo.
El 25 de junio de 2015, el diputado Luis Manuel Hernández Escobedo del Partido de la Revolución Democrática (PRD) presentó un nuevo proyecto de ley para permitir que las parejas del mismo sexo se casen y hacer que la definición de concubinato sea neutral en cuanto al género. El 17 de diciembre de 2015, el Congreso aprobó el proyecto de ley por 26 votos contra 1 y 1 abstención.
| Partido político                     | Miembros | Sí | No | Abstención | Ausentes |
| ------------------------------------ | -------- | -- | -- | ---------- | -------- |
| Partido Revolucionario Institucional | 15       | 14 |    |            | 1        |
| Partido Acción Nacional              | 6        | 4  |    | 1          | 1        |
| Partido de la Revolución Democrática | 5        | 5  |    |            |          |
| Partido del Trabajo                  | 2        | 2  |    |            |          |
| Partido Verde Ecologista de México   | 2        | 1  | 1  |            |          |
| Total                                | 30       | 26 | 1  | 1          | 2        |

El proyecto de ley fue publicado en el Diario Oficial del Estado el 22 de diciembre, tras la firma del gobernador Roberto Sandoval Castañeda, y entró en vigor al día siguiente. La ley garantiza que las parejas casadas del mismo sexo disfruten de los mismos derechos, beneficios y responsabilidades que las parejas casadas del sexo opuesto, incluidos beneficios fiscales, derechos de inmigración, derechos de propiedad, herencia, etc., pero excluye en particular los derechos de adopción.
El artículo 135 del Código Civil de Nayarit queda así:

El matrimonio es un contrato civil, por el cual dos personas, se unen en sociedad para realizar vida en común, procurando entre ambos respeto, igualdad y ayuda mutua.

El artículo 136 queda ahora redactado como sigue:

El concubinato es la unión de hecho entre dos personas, que realizan en forma continua, pública e ininterrumpida una vida en común de manera notoria y permanente, sin que medie vínculo matrimonial entre sí, o con terceras personas.

### Adopción y patria potestad
La legislación sobre matrimonio entre personas del mismo sexo no abordaba los derechos de adopción para parejas del mismo sexo casadas o no casadas. En octubre de 2016, un juez federal dictaminó que la hija de un matrimonio de lesbianas debe registrarse con los apellidos de ambas madres. El juez argumentó que denegar la solicitud de registro del recién nacido violaba los intereses del niño y violaba el derecho a la identidad (es decir, nombre, nacionalidad y filiación). Unos días después, el registro civil anunció que seguiría negándose a registrar a niños con los apellidos de sus padres del mismo sexo a menos que el Congreso cambiara la ley o si los tribunales concedieran más amparos. En julio de 2023 entró en vigor una ley que permite a las parejas de lesbianas registrar a sus hijos con los apellidos de ambas madres.
En mayo de 2018 se reveló que 8 parejas del mismo sexo estaban presentando solicitudes de adopción. Según una encuesta de 2017 del Consejo Nacional para Prevenir la Discriminación, el 44% de la población de Nayarit apoyaba la adopción por parte de parejas del mismo sexo. En febrero de 2022, un funcionario del gobierno confirmó que las parejas del mismo sexo pueden adoptar.

## Estadísticas
La siguiente tabla muestra el número de matrimonios entre personas del mismo sexo realizados en Nayarit desde su legalización en 2015 según lo reportado por el Instituto Nacional de Estadística y Geografía.
| Año  | Mismo sexo | Mismo sexo | Mismo sexo | Distinto sexo | Total | % mismo sexo |
| Año  | Femenino   | Masculino  | Total      | Distinto sexo | Total | % mismo sexo |
| ---- | ---------- | ---------- | ---------- | ------------- | ----- | ------------ |
| 2015 | 12         | 4          | 16         | 5607          | 5623  | 0.28%        |
| 2016 | 28         | 21         | 49         | 5660          | 5709  | 0.86%        |
| 2017 | 37         | 17         | 54         | 5309          | 5363  | 1.01%        |
| 2018 | 69         | 44         | 113        | 5352          | 5465  | 2.07%        |
| 2019 | 81         | 37         | 118        | 5323          | 5441  | 2.17%        |
| 2020 | 54         | 47         | 101        | 3775          | 3876  | 2.61%        |
| 2021 | 73         | 42         | 115        | 4663          | 4778  | 2.41%        |

## Opinión pública
Una encuesta de opinión de 2017 realizada por Gabinete de Comunicación Estratégica encontró que el 50% de los residentes de Nayarit apoyaba el matrimonio entre personas del mismo sexo, mientras que el 47% se oponía.
Según una encuesta de 2018 del Instituto Nacional de Estadística y Geografía, el 39% de la población de Nayarit se oponía al matrimonio entre personas del mismo sexo.